# 1991年6月逝世人物列表
1991年逝世人物列表：1月 - 2月 - 3月 - 4月 - 5月 - 6月 - 7月 - 8月 - 9月 - 10月 - 11月 - 12月
1991年6月逝世人物列表，是用於匯總1991年6月期間逝世人物的列表。

## 依日期排序

### 1日
- 戈登·傑克遜，67歲，澳大利亞商人。[1]
- 大衛·魯芬，50歲，美國歌手[2]
- 阿爾帕德·蘇斯，78歲，匈牙利動物學家、昆蟲學家和博物館學家。[3]
- 宇佐美敏夫，83歲，日本曲棍球運動員。[4]

### 2日
- 艾哈邁德·阿裡夫，64歲，土耳其-庫爾德詩人，心臟病發作。
- 約翰·柯格蘭，56歲，澳大利亞政治家。[5]
- 理查·米克爾，61歲，澳大利亞演員。
- 文森特·米塞利，76歲，美國天主教神父、神學家和哲學家。
- 羅伯特·羅素·牛頓，72歲，美國物理學家、天文學家和科學史家。
- 喬伊斯·特雷曼，69歲，美國畫家。[6]

### 3日
- 瑪吉特·安娜，77歲，匈牙利畫家。[7]
- 布萊恩·貝文，66歲，澳大利亞橄欖球運動員。
- 文斯·科萊塔，67歲，美國漫畫家[8]
- 拉斐爾·科斯坦蒂諾，83歲，義大利足球運動員。[9]
- 哈利·格里肯，33歲，美國火山學家，火山碎屑流。
- 卡蒂亞·克拉夫特，49歲，法國火山學家，火山碎屑流。
- 莫里斯·克拉夫特，45歲，法國火山學家，火山碎屑流。
- 迪內甚·戈斯瓦米，56歲，印度政治家。[10]
- 奧斯莫·凱拉，75歲，芬蘭國際象棋大師。[11]
- 伊娃·勒加利安，92歲，英裔美國女演員。[12]
- 安迪·米利根，62歲，美國劇作家[13]
- 永田武，77歲，日本地球物理學家。

### 4日
- 彭蒂·埃洛，61歲，芬蘭奧運曲棍球運動員（1952年）。[14]
- 阿德里安·卡特，90歲，荷蘭奧林匹克曲棍球運動員（1928年）。[15]
- 弗朗茨·沙夫拉內克，61歲，奧地利戲劇導演。[16]
- MC Trouble，20歲，美國說唱藝人，心力衰竭。
- 魯道夫·沃格爾，85歲，德國政治家，聯邦議院議員。

### 5日
- 蘿莎琳娜·阿貝喬，68歲，菲律賓作曲家。
- 伊芙琳·鮑徹，99歲，英國電影演員。
- 張明覺，82歲，美籍華裔生物學家。
- 卡尔-埃里克·霍尔姆贝里，84歲，瑞典足球運動員。[17]
- 許貞淑，88歲，韓國共產主義革命家、無神論者、活動家、記者和作家。
- 巴里·凱利，82歲，美國演員[18]
- 拉里·科特，60歲，美國演員[19]
- 雅克·密特朗，82歲，法國政治家和大師。
- 西爾維亞·波特，77歲，美國經濟學家、記者和作家。[20]
- 亞瑟·特魯多，88歲，美國陸軍中將。

### 6日
- 賈尼·德·盧卡，64歲，義大利漫畫家和視覺藝術家。[21]
- 斯坦·蓋茲，64歲，美國薩克斯管演奏家[22]
- 阿德南·蘇瓦里，64-65歲，土耳其足球教練
- 庫爾特·特魯，62歲，德國古典語言學家。[23]

### 7日
- 塔希爾·阿勞丁·卡德里·吉拉尼，58歲，伊拉克裔巴基斯坦蘇菲哲學家。
- 安托萬·布朗丹，69歲，法國作家。[24]
- 西德尼·麥克米坎，66歲，英國籃球運動員。
- 豪伊·蒙托格，38-39歲，美國夜總會保鏢和雜技演員[25]

### 8日
- 瑪麗·培根，43歲，美國騎師和模特.[26]
- 海蒂·布魯爾，49歲，德國歌手兼演員[27]
- 皮埃爾特·卡約爾，92歲，法國舞台和電影演員。[28]
- 門羅·D·唐斯克，66歲，美國數學家[29]
- 莫裡斯·休特，72歲，法國擊劍運動員。[30]
- 比馬爾·克里希納·馬提拉爾，56歲，英裔印度哲學家。[31]
- 伯蒂斯·雷丁，57歲，美籍英國女演員[32]
- 大衛·艾倫·楊，76歲，美國昆蟲學家。
- 威廉·斯澤茨克，75歲，波蘭作家、詩人、共產主義活動家和政治家。[33]

### 9日
- 克劳迪奥·阿劳，88歲，智利鋼琴家[34]
- 喬·漢密爾頓，62歲，美國電視製片人和演員[35]
- 霍華德霍布森，87歲，美國籃球運動員和教練。[36]
- J·雷蒙德·瓊斯，91歲，美國政治家。[37]
- 拉傑·科斯拉，66歲，印度電影製片人。[38]
- 查爾斯·洛勒瑪，70歲，美國藝術家和珠寶商。[39]

### 10日
- 尚·布魯勒，89歲，法國小說家。[40]
- 詹姆斯·伯羅斯，86歲，紐西蘭橄欖球運動員和士兵。
- 托莫德·莫布拉滕，81歲，挪威-加拿大奧運滑雪運動員（1936年，1948年）。[41]
- 歐文·佩奇，90歲，美國生理學家。[42]
- 傑克·珀塞爾，87歲，加拿大羽毛球世界冠軍運動員。
- 西爾萬·湯姆金斯，80歲，美國心理學家。[43]

### 11日
- 大衛·克羅爾，91歲，加拿大政治家。
- 克倫威爾·埃弗森，65歲，南非作曲家。
- 喬治·亨利·吉爾福伊爾，77歲，美國羅馬天主教會主教。
- 弗里德爾·哈特，72歲，德國女演員。[44]
- 戈爾迪·霍爾特，89歲，美國棒球運動員、球探、教練和經理。[45]
- 伯特·賴斯菲爾德，84歲，奧地利作詞家。[46]
- 卡爾·林，89歲，美國跨欄運動員和奧運選手。[47]
- 莫·斯潘，79歲，美國籃球運動員[48]
- 沃爾夫岡·施泰格米勒，68歲，德奧哲學家。[49]
- 約翰·瓦利埃，70歲，英國鋼琴家[50]
- 邁克爾·沃爾，44歲，英國劇作家。[51]

### 12日
- 上石巖，83歲，日本冬奧會滑雪運動員（1932年）。[52]
- 第六代阿什伯頓男爵亞歷山大·巴林，93歲，英國商人和政治家。
- 雷格·漢密爾頓，77歲，加拿大冰球運動員和教練。
- 布蘭科·霍夫曼，61歲，斯洛維尼亞詩人、作家和劇作家。
- 阿爾弗雷德·帕斯誇利，92歲，法國演員和戲劇導演。[53]
- 埃裡克·史密斯，56歲，蘇格蘭足球運動員。

### 13日
- 乌巴尔代斯科·巴尔迪，46歲，意大利男子射擊運動員[54]
- 卡爾·比利格，92歲，德國政治家和聯邦議院議員。
- 盧盧·布拉茲，83歲，瑞士登山者和高山滑雪者。
- 約翰 ·杰拉爾德·坎寧安，81歲，愛爾蘭語活動家、民族主義者和極右翼政治家。
- 約翰·喬丹，81歲，美國籃球運動員和教練。[55]
- 馬雷克·庫茲馬，55歲，波蘭數學家。
- 約翰·施密特，89歲，美國男子賽艇運動員[56]

### 14日
- 佩吉·阿什克羅福特，83歲，英國女演員[57]
- 笠松紫浪，93歲，日本藝術家。
- 洛贊·科采夫，80歲，保加利亞足球經理。
- 伯納德·邁爾斯，83歲，英國演員。[58]
- 弗拉基米爾·米哈伊洛維奇·彼得羅夫，84歲，蘇聯外交官和叛逃者。[59]
- 約翰·皮爾奇，65歲，美國籃球運動員。
- 弗蘭克·瓦倫蒂諾，84歲，美國歌劇男中音。[60]

### 15日
- 阿卜杜拉·穆巴拉克·薩巴赫，76歲，科威特皇室成員。[61]
- 哈皮·钱德勒，92歲，美國政治家和棒球官員[62]
- 瓦茨瓦夫·克羅爾，75歲，波蘭空軍飛行員和軍官。[63]
- 亞瑟·路易斯，76歲，聖盧西亞經濟學家，諾貝爾獎獲得者（1979年）。[64]
- 維吉爾·雷伯恩，80歲，美國橄欖球運動員。[65]
- 萊斯·塞爾瓦奇，48歲，美國籃球運動員。[66]

### 16日
- 維奇基·布朗，50歲，英國歌手，乳腺癌。
- 布魯斯·卡明斯，64歲，加拿大足球運動員，心臟病發作。
- 埃馬紐埃爾·拉羅謝，76歲，法國語言學家。[67]
- 阿迪娜·曼德洛娃，81歲，捷克電影和舞臺女演員[68]

### 17日
- 穆罕默德·阿齊茲，97歲，土族塞人醫生。
- 哈裡·達比郡，59歲，英格蘭足球運動員。[69]
- 皮埃爾·賈梅特，98歲，法國豎琴手。[70]
- 比阿特麗斯·龐斯，85歲，美國女演員。

### 18日
- 羅納德·艾倫，60歲，英國演員[71]
- 瓊·考菲爾德，69歲，美國女演員[72]
- 比爾·道格拉斯，57歲，蘇格蘭電影導演。[73]
- 萊昂尼達·弗拉斯卡雷利，85歲，義大利自行車賽車手。[74]
- 埃裡克·霍爾斯特德，79歲，紐西蘭政治家。

### 19日
- 珍·亞瑟，90歲，美國女演員[75]
- 拉裡·鮑嘉，77歲，美國反核活動家.[76]
- 奧克·達爾奎斯特，90歲，瑞典電影攝影師。
- 安東尼奧·德爾·阿莫，79歲，西班牙編劇和電影導演[77]
- 奧斯卡·弗雷德里克森，82歲，挪威越野滑雪運動員。

### 20日
- 羅伊·福尼爾，69歲，加拿大政治家。
- 瑪律科姆·弗雷格，56歲，美國鋼琴家。[78]
- 馬克斯·呂蒂，82歲，瑞士文學理論家。[79]
- 喬克·納爾遜，83歲，澳大利亞政治家。[80]
- 杰拉爾德·普里斯特蘭，64歲，英國廣播員。[81]
- 邁克爾·韋斯特法爾，26歲，德國網球運動員[82]
- 艾薩克·沃爾夫森，93歲，蘇格蘭商人和慈善家。[83]

### 21日
- 胡里奧·加利亞多，49歲，智利足球運動員。[84]
- 傑基·亨特，71歲，美國橄欖球運動員。[85]
- 艾弗·薩爾特，65歲，英國演員。
- 克勞斯·施瓦茨科普夫，68歲，德國演員[86]
- 魯德拉·穆罕默德沙·沙希杜拉，34歲，孟加拉國詩人[87]
- 島村俊廣，79歲，日本圍棋選手。

### 22日
- 路易吉·因凡蒂諾，70歲，義大利歌劇男高音。[88]
- 凱文·奧康納，56歲，美國演員。
- 馬夫·歐文，85歲，美國棒球運動員，經理，教練和球探。[89]
- 赫伯特·索勒，82歲，二戰期間德國U艇指揮官。

### 23日
- 西里爾·奧爾德雷德，77歲，英國歷史學家。[90]
- 巴斯蒂奧·比鬆多亞爾，85歲，模里西斯教育家和活動家。
- 安東尼奧·哈辛托，66歲，安哥拉詩人和政治家。[91]
- 皮耶羅·魯利，68歲，意大利電影演員。[92]
- 莉婭·帕多瓦尼，70歲，意大利電影演員。[93]
- 邁克爾·普弗萊加爾，58歲，德國電影導演兼編劇[94]
- 高柳昌行，58歲，日本爵士樂音樂家。

### 24日
- 薩姆納·洛克·埃利奧特，73歲，澳大利亞裔美國小說家和劇作家。[95]
- 詹姆斯·福塞特，78歲，英國大律師。[96]
- Nitty Gritty，34歲，牙買加雷鬼歌手[97]
- 弗朗茨·亨斯巴赫，80歲，德國天主教紅衣主教和主教。[98]
- 菲力浦·拉斯特利，73歲，美國黑幫，博納諾犯罪家族主腦。[99]
- 魯菲諾·塔馬約，91歲，墨西哥畫家[100]

### 25日
- 科林·阿特金森，59歲，英國板球運動員和校長。
- 漢斯·伯恩洛赫，83歲，德國拳擊手和奧運選手。[101]
- 邁克爾·海德堡，103歲，美國免疫學家。[102]
- 陶諾·林葛籣，79歲，芬蘭自行車運動員[103]

### 26日
- 弗拉斯塔·法比亞諾娃，78歲，捷克斯洛伐克電影演員。
- 庫尼伯特·根西琴，84歲，德國演員。[104]
- 多米娜·賈伯特，86歲，美國飛行員。
- 約翰尼·約翰遜，76歲，美國棒球運動員。[105]
- 傑克·A·瑪爾塔，88歲，美國電影攝影師。
- 正岡優，76歲，日裔美國說客、作家和發言人。[106]
- 伊瓦·萬加，85歲，保加利亞裔德國女演員。[107]
- 厄勒加德·威爾頓，59歲，瑞典女演員。
- 沃爾夫岡·齊爾澤，90歲，德國演員。[108]

### 27日
- 克拉斯·布魯因斯馬，37歲，荷蘭毒梟[109]
- 莫莉·吉爾策瑪，72歲，荷蘭政治家和法學家。[110]
- 辛西婭·朗菲爾德，95歲，盎格魯-愛爾蘭昆蟲學家和探險家。
- 喬治·麥克勞德，96歲，蘇格蘭長老會牧師和士兵。[111]
- 米爾頓·蘇博茨基，69歲，美國編劇和製片人。

### 28日
- 阿諾德·基弗，80歲，盧森堡足球運動員。[112]
- 厄尼·麥考密克，85歲，澳大利亞板球運動員。[113]
- 漢斯·盧斯萊，81歲，德國網球運動員。
- 尼古拉斯·沃格爾，24歲，奧地利演員和記者，導彈襲擊。[114]
- 諾伯特維爾納，23歲，奧地利記者和戰地記者，導彈襲擊。

### 29日
- 吉姆·康諾克，66歲，英國電影編輯。
- 拉斯·辛茲，72歲，澳大利亞政治家。
- 理查·福爾摩斯，60歲，美國管風琴家[115]
- 亨利·列斐伏尔，90歲，法國社會學家。[116]
- 恩里克·卡恩·薩拉貝里，79歲，阿根廷電影導演。
- 瓦萊里約納斯·沙德雷卡，53歲，立陶宛政治家。

### 30日
- 伯恩特·卡爾松，84歲，瑞典自行車運動員和奧運選手。[117]
- 約翰·B·古德曼，89歲，美國藝術總監。[118]
- 塔瑪拉·哈努姆，85歲，蘇聯舞蹈家。
- 帕梅拉·斯坦利，81歲，英國女演員。[119]
- 科穆卡公爵，70歲，美國職業摔跤手。